# 송북동
송북동(松北洞)은 경기도 평택시 북부(송탄 지역)에 있는 동이다.

## 역사
송북동은 행정동으로 독곡동 전체와 지산동 신장동 일부 지역의 행정을 담당하는 관할구역으로 송탄 지역의 북쪽에 위치하고 있다고 하여 지어진 명칭이다. 농촌과 도시가 병존하는 지역으로서 농촌의 오좌동, 건지미, 우곡(소골), 동막, 오리곡과 도시 지역의 송천, 신흥이 옛이름을 간직한 채 씨족 중심으로 자연부락이 형성되어 있었다.
송탄읍 당시 신장출장소 관할구역이 송탄시로 승격하면서 독곡동과 경부선 철도를 경계로 한 신장동 일부 지역 국도와 자연부락을 경계로 한 지산동 일부 지역을 편입시켜 동 관할 구역으로 삼았다. 이후 동 경계 조정에 의한 일부 면적 증감이 있었을 뿐 현재의 경계가 이어져 오고 있다.

## 법정동
- 지산동(芝山洞)
- 독곡동(獨谷洞)

## 주요 시설
- 송탄소방서

## 교육
- 송북초등학교
- 송현초등학교
- 송탄중학교